# 萊恩 (澳大利亞國會選區)
萊恩選區（英語：Division of Lyne），是澳大利亞新南威爾士州的下議院選區，位於中北岸。面積11,991平方公里。
選區始於1949年，選區名紀念第十三任總理威廉·萊恩，長期是國家黨的優勢選區。2008年補選，獨立候選人鮑伯·奧叔大比數擊敗了國家黨的候選人當選。